# Peregrin Obdržálek
Peregrin Obdržálek (2. května 1825 Slavkov u Brna – 29. dubna 1891 Břest u Kroměříže) byl katolickým knězem, autorem věroučné literatury, satiry, ale též humoristických povídek a veršů.

## Biografie

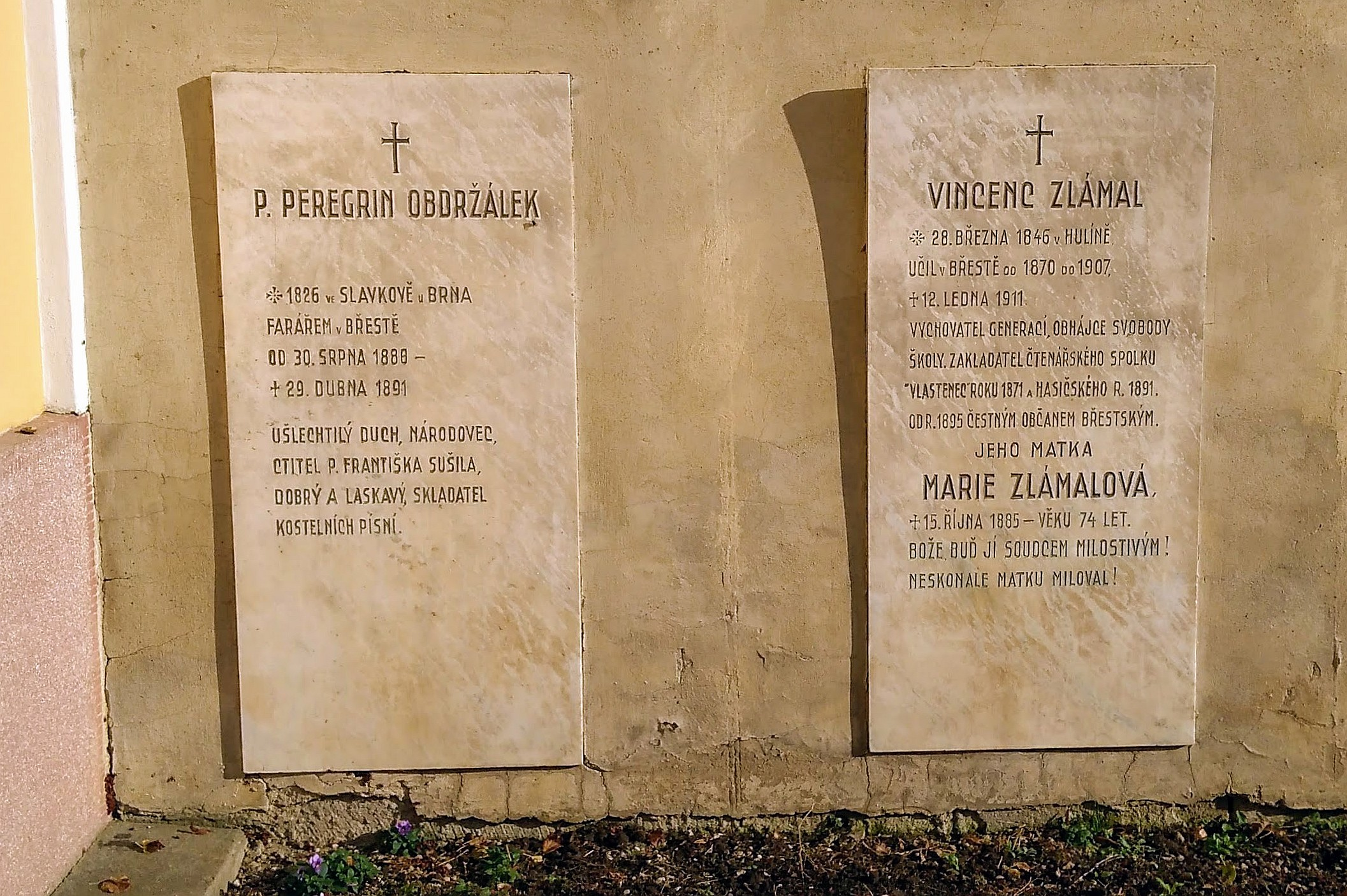
Epitafní deska, hřbitov Břest

Peregrin Obdržálek studoval v Uherské Skalici, ve Strážnici, filosofii a bohosloví pak v Brně. Byv roku 1850 vysvěcen na kněze,
kaplanoval v Dražovicích, Topolanech, Brankovicích, Pustiměři a v Tiché u Frenštátu pod Radhoštěm, posléze se stal farářem v Blansku; za svého působení v Břestu byl navíc jmenován i čestným konsistorním radou.
Během své služby všude zakládal knihovny při školách, sháněl údy pro rozličná dědictví, zřizoval hospodářské spolky, záložny a též přispíval pilně do časopisů politických a zábavnopoučných veršem i prosou. Zejména vynikl jako humoristický satirik, jeho pojednání Maloměstské dívek vychování, Nedělní zábava maloměšťáků, Osudná stovka či námluvy na venkově a mnohá jiná vyšla v kalendáři Moravan. Drahně kázání a písní s nápěvy uveřejnil v časopise Posvátná kazatelna. Vydal též Cvičení maličkých ve svatém náboženství křesťansko-katolickém, útlou knížečku pro děti, shrnující ve verších stručně biblické dějiny a nejzákladnější prvky učení katechismu. Ve svých dílech užíval někdy také pseudonymu Pelhřim Obdržálek.